# Abdułchak Abdraziakow
Abdułchak Aswianowicz Abdraziakow (ros. Абдулхак Асвянович Абдразяков, ur. 4 września 1915 we wsi Staraja Kułatka w guberni symbirskiej, zm. 10 stycznia 1984) - przewodniczący Rady Ministrów Tatarskiej ASRR (1959-1966).
Po ukończeniu 1934 technikum rolniczego pracował jako zootechnik rejonowego oddziału rolnego w Kraju Zachodniosyberyjskim, a 1935-1939 w Kraju/obwodzie kujbyszewskim (samarskim). Od 1939 członek WKP(b), 1939-1942 przewodniczący komitetu wykonawczego rady rejonowej w Kraju/obwodzie kujbyszewskim, 1942-1944 I sekretarz rejonowego komitetu WKP(b) w rodzinnej wsi, 1944-1947 kierownik wydziału sowchozów i zastępca sekretarza Komitetu Obwodowego WKP(b) w Uljanowsku. 1947-1948 inspektor Wydziału Kadr Gospodarki Rolnej Zarządu Kadr KC WKP(b), 1948-1954 instruktor Wydziału Rolnego KC WKP(b)/KPZR, 1953 zaocznie ukończył Wyższą Szkołę Partyjną przy KC KPZR, 1954-1959 instruktor Wydziału Rolnego KC KPZR ds. RFSRR. Od 1959 do maja 1966 premier Tatarskiej ASRR, od 31 października 1961 do 29 marca 1966 członek Centralnej Komisji Rewizyjnej KPZR, 1966-1979 zastępca ministra gospodarki rolnej RFSRR. Deputowany do Rady Najwyższej ZSRR 6 kadencji.